# Jessamine County
Jessamine County je okres ve státě Kentucky v USA. K roku 2010 zde žilo 48 586 obyvatel. Správním městem okresu je Nicholasville. Celková rozloha okresu činí 452 km2.

## Historie
Okres vznikl v roce 1798 na pozemcích, které poskytlo Fayette County. Jessamine County bylo v pořadí 36. zformovaným okresem v Kentucky. Jméno získal podle Jessamine Douglass, dcery jednoho ze základajících osadníků. Většina prvních osadníků pocházela z Virginie. Do Jessamine County přišli po americké válce za nezávislost.

## Sousední okresy
| Růžice kompasu | Woodford County  |                | Fayette County | Růžice kompasu |
| Růžice kompasu | Sever            |                |                | Růžice kompasu |
| Růžice kompasu | Jessamine County |                |                | Růžice kompasu |
| Růžice kompasu | Jih              |                |                | Růžice kompasu |
| Růžice kompasu | Mercer County    | Garrard County | Madison County | Růžice kompasu |